# Chropyně (zámek)
Zámek Chropyně je renesanční zámecký objekt ze 17. století nacházející se v středomoravském městě Chropyně.  V zámku tvořeném dvoupatrovou budovou s přiléhající věží a jedním křídlem s podloubím je mimo jiné umístěna sbírka zbraní ze 17. století  a expozice věnované malíři Emilu Fillovi a  hudebnímu skladateli  Emilu Axmanovi. Zbývající interiéry  jsou věnovány historii Hané. S tímto zámkem je rovněž spjata pověst o králi Ječmínkovi. Zámek je přístupný pro veřejnost. V blízkosti zámku se nachází národní přírodní památka Chropyňský rybník. 

## Historie
Počátek historie zámku je spojen se jménem olomouckého biskupa, kardinála Františka z Dietrichštejna, který v roce 1615 koupil městečko Chropyni. Není zdokumentováno, zda zámek vznikl přestavbou bývalé tvrze, nebo jej kardinál  nechal nově vybudovat. Původní panské sídlo v podobě jednopatrové budovy s arkádami začal v roce 1579 budovat Hanuš Haugvic, který však v roce 1580 náhle zemřel.   Od roku 1617 byl zámek v majetku olomoucké diecéze. Během třicetileté války byl  několikrát napaden a poničen švédskými vojsky a postupně chátral. 
Za biskupa Karla Lotrinského byl zámek v letech 1701–1703 přestavěn do současné podoby. Hlavní trakt byl zvýšen o jedno patro a spojen se starší hospodářskou budovou, tzv. kočárovnou.   Podle jmen uvedených na kartuši v průčelí zámku byl autorem projektu pravděpodobně Giovanni Pietro Tencalla, stavitelem Matyáš Porst, kameníkem Bernardo Antonio Fossati. V letech 1856–1858 byly provedeny úpravy interiéru (táflování stěn a stropů). V roce 1892 byla při požáru zničena bohatě profilovaná střecha věže a dostala novou podobu vysokého osmibokého jehlanu.
Objekt sloužil do konce 1. světové války jako lovecký zámeček a odpočinkové místo pro církevní hodnostáře. Po roce 1949 přešel zámek do vlastnictví státu a byl využíván pro kanceláře a byty zaměstnanců lesní správy, skladové prostory, později jako školní jídelna a družina. V roce 1972 byl zámek převeden do správy Okresního muzea v Kroměříži. Následně byla provedena kompletní památková rekonstrukce a opravy nezbytné pro otevření zámku veřejnosti (1983). V zámku byla zřízena stálá expozice chropyňského rodáka, malíře Emila Filly s rozsáhlou sbírkou jeho originálů.  Upraveno bylo také okolí s přilehlým parkem. 
Po roce 1989 byl zámek navrácen Olomoucké arcidiecézi a na jeho provozu se spolupodílelo Město Chropyně a Muzeum Kroměřížska. V roce 2003 bylo rozhodnuto z důvodu nedostatečného zajištění bezpečnosti a vhodného prostředí  přemístit Fillovy obrazy do Národní galerie v Praze. V zámku zůstaly jen reprodukce grafických listů a dva originální obrazy – barevné tuše na plátně inspirované lidovými tanci.
Od roku 2022 je zámek provozován příspěvkovou organizací SLOCH (Služby občanům Chropyně), která zajišťuje prohlídky historických interiérů pro veřejnost.  Kromě toho  jsou zde pořádány výstavy a další kulturní a společenské akce. 

## Popis
Zámek je volně situovaná dvoupatrová jednoduchá  budova obdélného půdorysu se sedlovou střechou a hranolovou věží zakončenou vysokým osmibokým jehlanem. Fasádu člení ze všech stran tři řady obdélných oken s kamennými šambránami a římsami zdobenými štítky s  lotrinskými kříži a dietrichštejnskými noži. Mezi okny je fasáda zdobena  plastickými pravoúhlými výplněmi odlišné barvy se zaoblenými rohy. V přízemí jihozápadní části vstupního průčelí jsou  otevřené arkády na hranolových pilířích. Hlavní vstup do budovy tvoří pravoúhlý portál s prolomeným frontonem, ve kterém je deska se znaky olomouckého biskupství, Moravy a Dietrichštejnů. Je zde také jméno stavebníka Františka Dietrichštejna a letopočet 1615. K západnímu nároží budovy přiléhá přízemní hospodářské stavení s mansardovou střechou s vikýřovými okny.  Nedaleko stojí kamenná studna s kovanou mříží.
V přízemních sálech se konají příležitostné výstavy a nachází se zde pamětní místnost hudebního skladatele Emila Axmana, který v roce 1946 zkomponoval znělku městečka Chropyně pro dechové nástroje. V prvním patře jsou dva nejkrásnější sály. V Rytířském, jehož  kazetový strop je zdoben erby  rodu Fürstenbergů,  je instalována kolekce chladných i palných zbraní z období třicetileté války, pocházející z hradu Mírov. Ječmínkův sál má uprostřed masivní, bohatě vyřezávaný stůl s jídelní deskou zdobenou intarzií. Na dřevěném příborníku u zdi je souprava cínového nádobí z 18. století. Interiér doplňují velká hranolová kachlová kamna se znakem biskupa Karla z Lichtenštejna-Kastelkornu. Přilehlé místnosti jsou věnovány historii Chropyně, dějinám místního zemědělství a rybníkářství a  lidové kultury Hané. 
Ve druhém patře zámku je umístěn Památník slavného chropyňského rodáka, malíře Emila Filly. Kromě podrobných bibliografických údajů jsou zde ukázky Fillovy grafické tvorby.

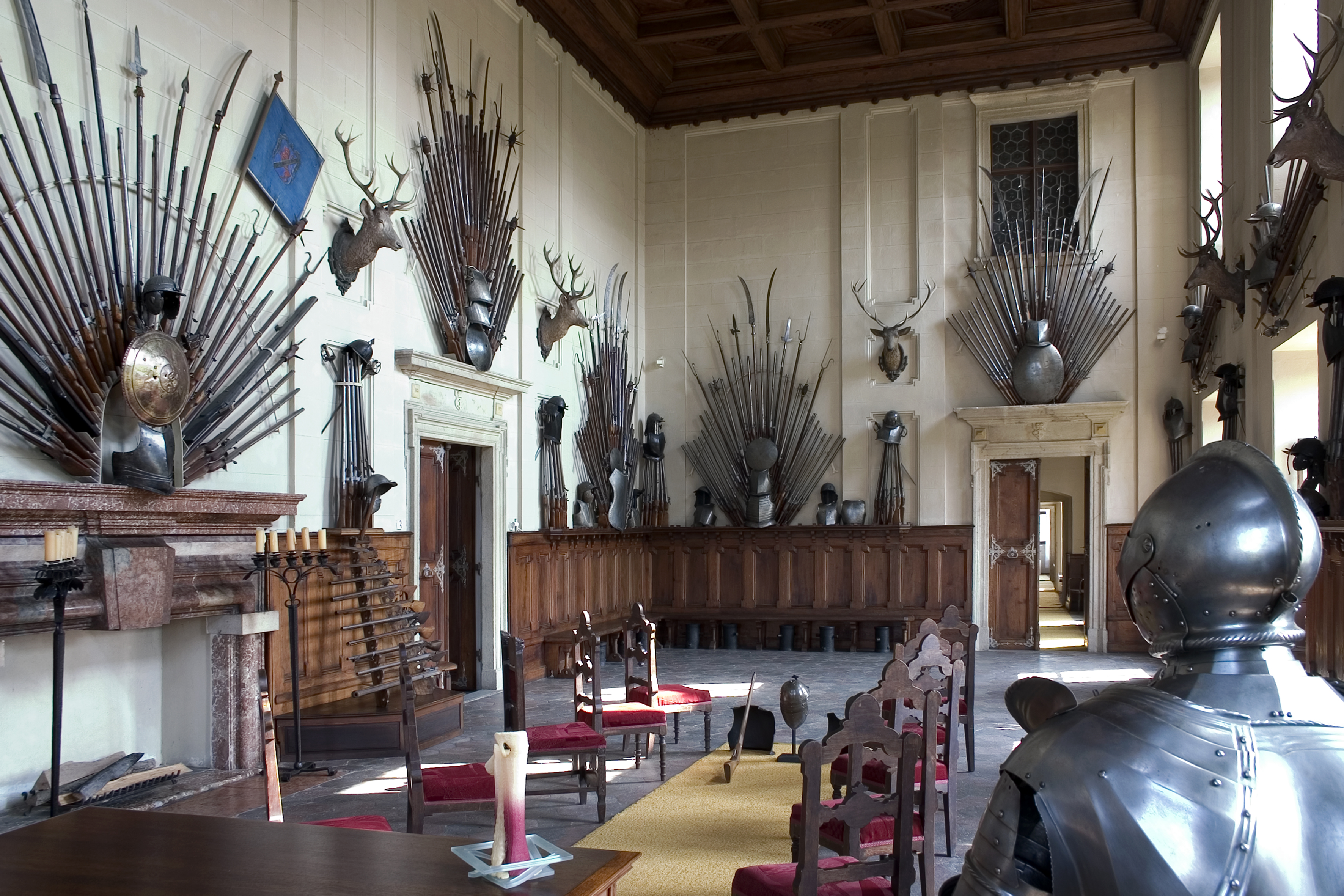
Rytířský sál
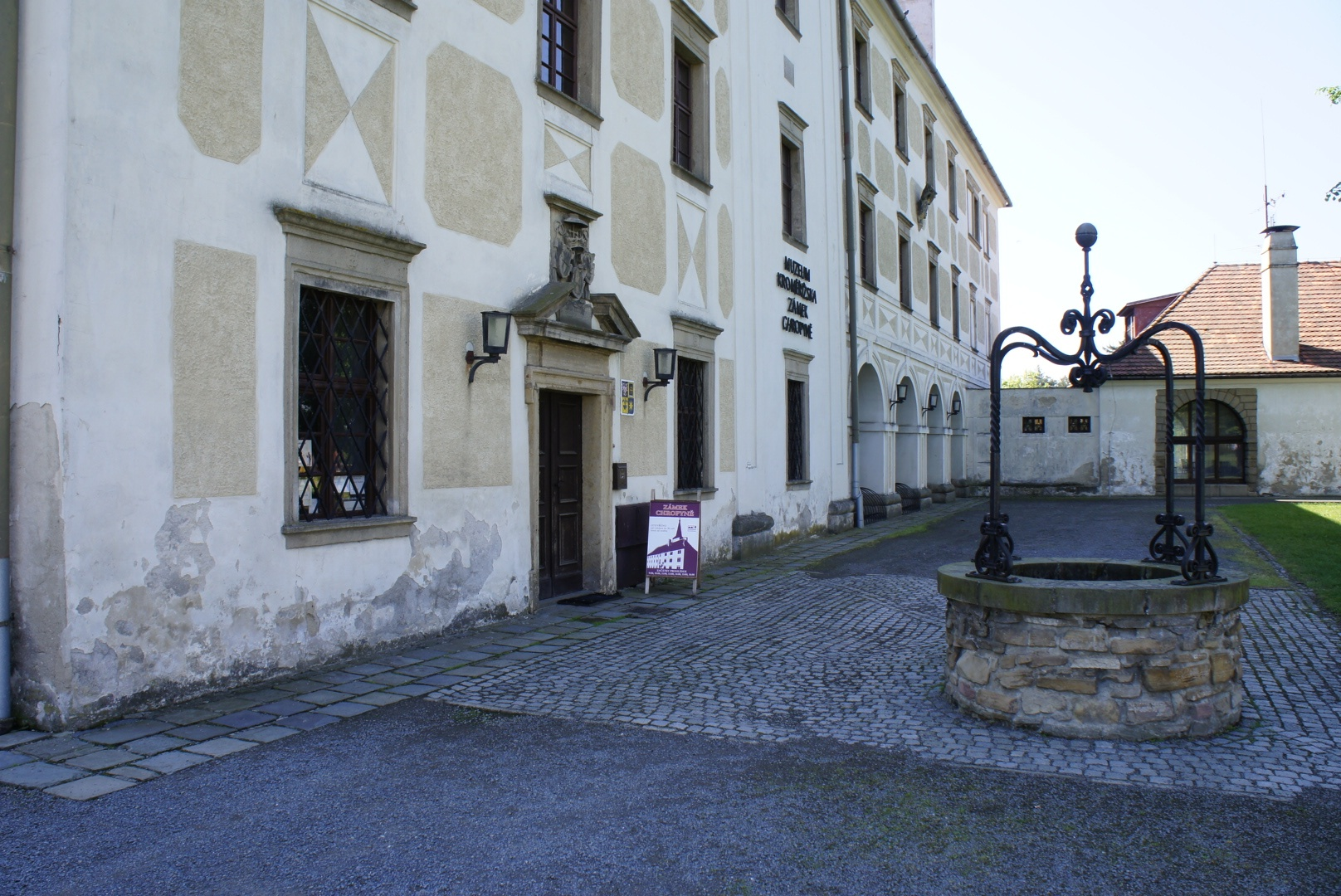
Vstup do zámku
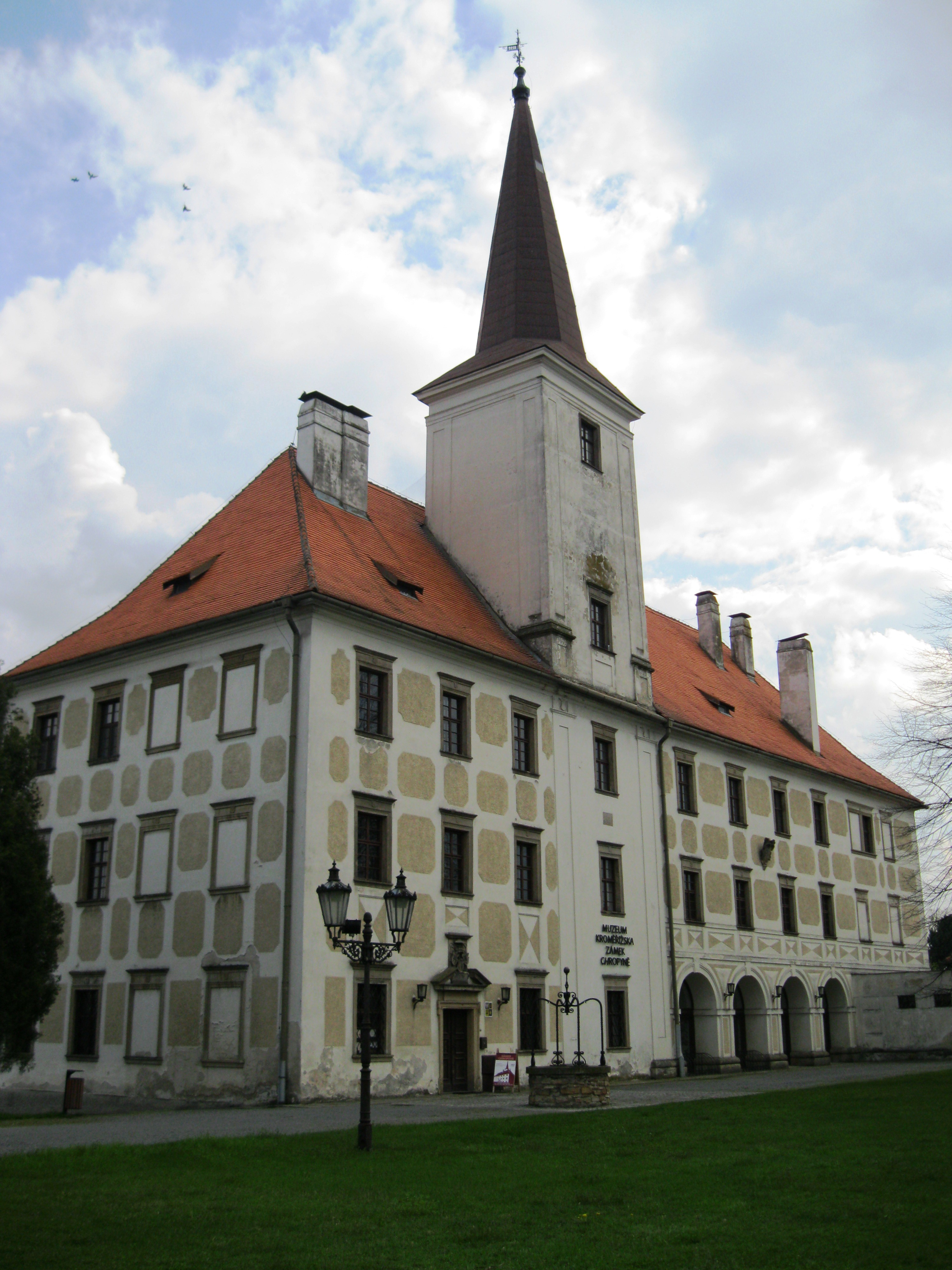
Pohled na zámek ze severu